# Dieter Klöckner (Politiker)

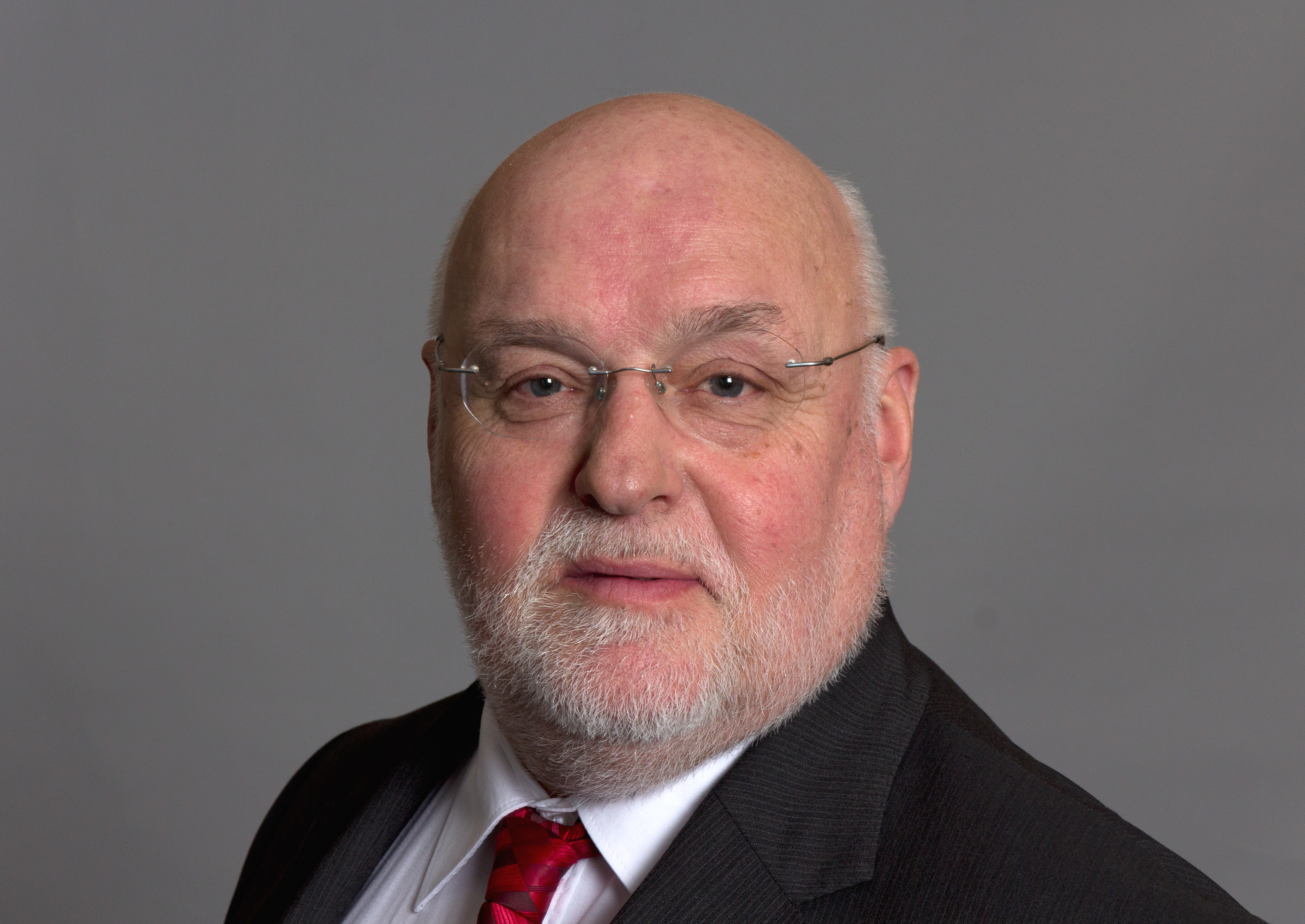
Dieter Klöckner (2014)

Dieter Klöckner (* 27. Juli 1948 in Vallendar) ist ein deutscher Politiker (SPD) und Mitglied des Rheinland-Pfälzischen Landtages.

## Ausbildung, Beruf und Familie
Von 1967 bis 1970 absolvierte Klöckner eine Ausbildung zum Bankkaufmann und arbeitete anschließend bis 1972 in der Sparkasse Neuwied. Von 1972 bis 2013 war er Verwaltungsangestellter beim Bundesamt für Wehrtechnik und Beschaffung (BWB) Koblenz.
Klöckner ist verheiratet und hat zwei Töchter.

## Politik
Klöckner ist seit 1967 SPD-Mitglied. Seit 1989 ist er Vorsitzender des SPD-Ortsvereins Vallendar. Von 1990 bis 2013 war er Mitglied des SPD-Kreisvorstands Mayen-Koblenz, seit 2000 als stellvertretender Vorsitzender. Von 1994 bis 2000 war Klöckner als „Ausländerbeauftragter“ der SPD Mayen-Koblenz aktiv.
Seit 1977 ist Klöckner Mitglied des Stadtrats Vallendar – seit 1998 als SPD-Fraktionsvorsitzender. Von 2007 bis 2009 gehörte er dem Kreistag Mayen-Koblenz an.
Seit dem 18. Mai 2001 ist Klöckner Abgeordneter des Rheinland-Pfälzischen Landtags. Er ist stellvertretender Vorsitzender des Ausschusses für Europafragen und Eine Welt und gehört zudem dem Ausschuss für Integration, Familie, Kinder und Jugend an. Zuvor war er Mitglied im Ausschuss für Arbeit, Soziales, Familie und Gesundheit und Vorsitzender der Enquête-Kommission Integration und Migration. Seit 2010 gehört er dem Ausschuss der Regionen der Europäischen Union an.
Klöckner ist Mitglied des Landesvorstandes Partnerschaft Rheinland-Pfalz-Ruanda und im Landesvorstand der Europa-Union.

## Gesellschaftliches Engagement
Seit 1995 ist Klöckner Vorsitzender der Arbeiterwohlfahrt Vallendar-Niederwerth.